# Paolo Pandolfo

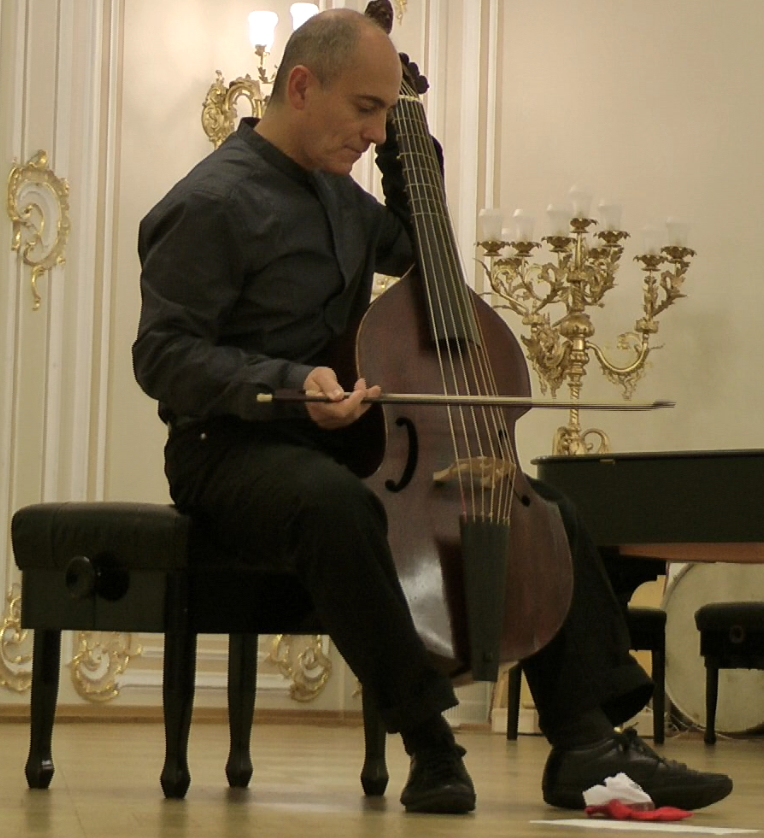
Paolo Pandolfo en la edición del 2013 del Festival de Música Antigua de San Petersburgo.

Paolo Pandolfo es un virtuoso italiano, profesor, compositor y violagambista. Aunque interesado inicialmente en el contrabajo y en la guitarra, y músico de jazz y popular, a partir de finales de la década de los setenta comenzó sus estudios de viola da gamba en el Conservatorio de Roma. Fundó el grupo La Stravaganza, y posteriormente vivió en Basilea, en cuya Schola Cantorum Basiliensis estudió con Jordi Savall. Tocó con los grupos de música antigua de Savall desde 1982 hasta 1990. Desde entonces inició sus actuaciones y grabaciones en solitario, junto con su grupo Labyrinto. 
Su repertorio ocupa desde el Renacimiento hasta el siglo XX, y su fonografía incluye decenas de registros centrados en compositores tales como Marin Marais, Tobias Hume, C.P.E. Bach, Antoine Forqueray y Monsieur de Sainte-Colombe, entre otros, además de sus propias composiciones para viola da gamba. Ha declarado que la música antigua deberá servir de fuente de inspiración para el futuro de la música culta.